# Robert Donat
Friedrich Robert Donath (Withington, 18 maart 1905 – Londen, 9 juni 1958) was een toneel- en filmacteur, van Engelse, Poolse en Duitse afkomst. Hij was beter bekend onder de naam Robert Donat.

## Loopbaan
In 1921 stond Donat de eerste keer op het toneel. Als filmacteur maakte hij zijn debuut in de film Men of Tomorrow van 1932. Zijn optreden in de film The Private Life of Henry VIII betekende in 1933 de doorbraak voor Donat. Deze film werd een groot succes. Andere bekende films van hem zijn The Ghost Goes West (1935), Hitchcocks The 39 Steps (1935) en Goodbye, Mr. Chips (1939). Voor die laatste won hij een Academy Award voor Beste Acteur. Hij versloeg hierbij Clark Gable die was genomineerd voor zijn rol als Rhett Butler in de film Gone With the Wind. 
Donat had een zwakke gezondheid. Hij had last van astma, waardoor zijn acteercarrière beperkt bleef tot negentien films in totaal. Zijn laatste rol was die als mandarijn in de film The Inn of the Sixth Happiness. Dit was een memorabele rol van Donat, omdat hij op dat moment al zeer zwak was en op het randje van de dood stond. Op 9 juni 1958 stierf hij na een astma-aanval op de leeftijd van 53 jaar. 
Donat is twee keer getrouwd. Als eerst met Ella Annesley Voysey (1929-1946), met wie hij drie kinderen had, en later met de Britse actrice Renée Asherson, met wie hij van 1953 tot zijn dood getrouwd was.

## Filmografie
- Men of Tomorrow (1932)
- That Night in London (1932)
- Cash (1933)
- The Private Life of Henry VIII (1933)
- The Count of Monte Cristo (1934)
- The 39 Steps (1935)
- The Ghost Goes West (1936)
- Knight Without Armour (1937)
- The Citadel (1938) (Nominatie voor Academy Award beste acteur in hoofdrol)
- Goodbye, Mr. Chips (1939) (Winnaar Academy Award beste acteur in hoofdrol)
- The Young Mr. Pitt (1942)
- The Adventures of Tartu (1943)
- Perfect Strangers (1945)
- Captain Boycott (1947)
- The Winslow Boy (1948)
- The Cure for Love (1950)
- The Magic Box (1951)
- Lease of Life (1955)
- The Inn of the Sixth Happiness (1958)